# Gołuchowice (Skawina)
Gołuchowice (örtlich auch Guchowice) ist eine Ortschaft mit einem Schulzenamt der Gemeinde Skawina im Powiat Krakowski der Woiwodschaft Kleinpolen in Polen.

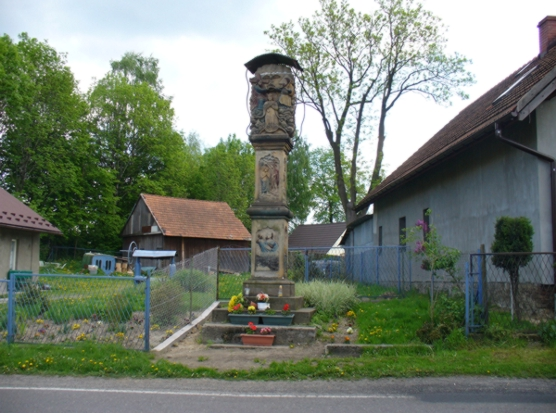
Skulptur in Gołuchowice

## Geographie
Der Ort liegt im Pogórze Wielickie auf dem Weg von Kalwaria Zebrzydowska nach Skawina. Die Nachbarorte sind Rzozów im Nordosten, Krzęcin im Westen, Polanka Hallera im Südwesten, sowie Jurczyce im Südosten.

## Geschichte
Das Gebiet zwischen den Flüssen Skawa im Westen und Skawinka im Osten wurde im Jahr 1274 von Kleinpolen abgetrennt und ans Herzogtum Oppeln angeschlossen. Das Herzogtum Oppeln wurde 1281 nach dem Tod von Wladislaus I. von Oppeln geteilt. Ab 1290 gehörte das Gebiet zum Herzogtum Teschen und seit 1315 zum Herzogtum Auschwitz, ab 1327 unter Lehnsherrschaft des Königreichs Böhmen.
Das Dorf in einer Exklave des Herzogtums Auschwitz wurde erstmals im Jahr 1335 im Gründungsprivileg des Dorfs Rzozów als Goluchonis erwähnt. Der ursprüngliche Name Gołuchowiec wurde vom Personennamen Gołuch mit dem Suffix -owiec abgeleitet. Später wurde es nach dem Dorf Rzozów als Zorzow Parvum (1365, etwa Klein Rzozów) benannt, offen als Rzozow im Jahr 1400, sowie mit dem Nebennamen Zorzowek alias Goluchowyecz (1470–1480), Zorzowyecz alias Goluchowyecz (1507). Erst im 18. Jahrhundert wurde das Suffix durch -owice ersetzt.
Das Dorf gehörte zu den Auschwitzer Piasten, ab 1445 zu den Herzögen von Zator (Herzogtum Zator). In den 1480er Jahren wurde es von Jan Komorowski gekauft und an die Starostei von Barwałd angeschlossen, die ab 1464 de facto unter Kontrolle des polnischen Königs war (früher als der Rest des Herzogtums Zator). Gołuchowice blieb ein Teil der Barwalder Starostei bis zur Ersten Teilung Polens, sowie war es neben Borek Szlachecki und Polanka Hallera das östlichste Dorf des Kreises Schlesien der Woiwodschaft Krakau, ab 1569 in der Adelsrepublik Polen-Litauen.
Bei der Ersten Teilung Polens kam Gołuchowice 1772 zum neuen Königreich Galizien und Lodomerien des habsburgischen Kaiserreichs (ab 1804). Vor 1795 wurde es von der Familie Haller gekauft. Ab 1782 im Myslenicer Kreis (1819 mit dem Sitz in Wadowice). Nach der Aufhebung der Patrimonialherrschaften bildete es nach 1850 eine Gemeinde im Bezirk Skawina, ab 1867 im Gerichtsbezirk Skawina des Bezirkes Wadowice, ab 1878 im Gerichtsbezirk Kalwarya im Bezirk Myślenice. Ab 1899 wieder im Gerichtsbezirk Skawina.
1918, nach dem Ende des Ersten Weltkriegs und dem Zusammenbruch der k.u.k. Monarchie, kam Gołuchowice zu Polen (Gmina Radziszów, Powiat Kraków, Woiwodschaft Krakau). Unterbrochen wurde dies nur durch die Besetzung Polens durch die Wehrmacht im Zweiten Weltkrieg. Es gehörte dann zum Distrikt Krakau des Generalgouvernements.
Von 1945 bis 1998 gehörte Gołuchowice zur Woiwodschaft Krakau.